# Richard Howell (governatore)
Richard Howell (Newark, 25 ottobre 1754 – Trenton, 28 aprile 1802) è stato un politico statunitense. Fu il terzo governatore del New Jersey.

## Biografia
Howell nacque nel 1754 da una famiglia gallese a Newark, nella colonia del Delaware. Fu avvocato e soldato nell'iniziale esercito statunitense. Dal 1775 al 1779 divenne capitano e poi maggiore del secondo reggimento del New Jersey. Il fratello gemello di Howell, Lewis, svolgeva la professione di medico nell'esercito e morì durante la guerra d'indipendenza americana. Nel 1793, diventò governatore del New Jersey, carica che ricoprì fino al 1801. Sposato con Keziah Burr e padre di nove figli, Howell era il nonno di Varina Howell, seconda moglie di Jefferson Davis, presidente degli Confederazione degli Stati d'America.
Howell morì a Trenton, nel New Jersey, nel 1802 ed è sepolto nel cimitero della medesima città. La cittadina di Howell è così chiamata in suo onore.